# Chiesa di San Nicola di Trullas
La chiesa di San Nicola di Trullas (o Truddas) con i resti del monastero è situata nell'agro del comune di Semestene sull'altopiano di Campeda nella parte centro-settentrionale del Logudoro- Meilogu.

## Storia
La chiesa fu edificata dalla famiglia di majorales degli Athen di Pozzomaggiore, appartenenti all’aristocrazia giudicale i quali nel 1113 la donarono ai monaci benedettini della Congregazione camaldolese. 
L'atto di donazione fu sottoscritto da Pietro de Athen il 29 ottobre del 1113, su una pergamena che è attualmente conservata presso l'Archivio di Stato di Firenze
La chiesa dipendeva dalla Diocesi di Sorres, fino all'8 dicembre 1503, allorché fu soppressa.

## Descrizione della chiesa

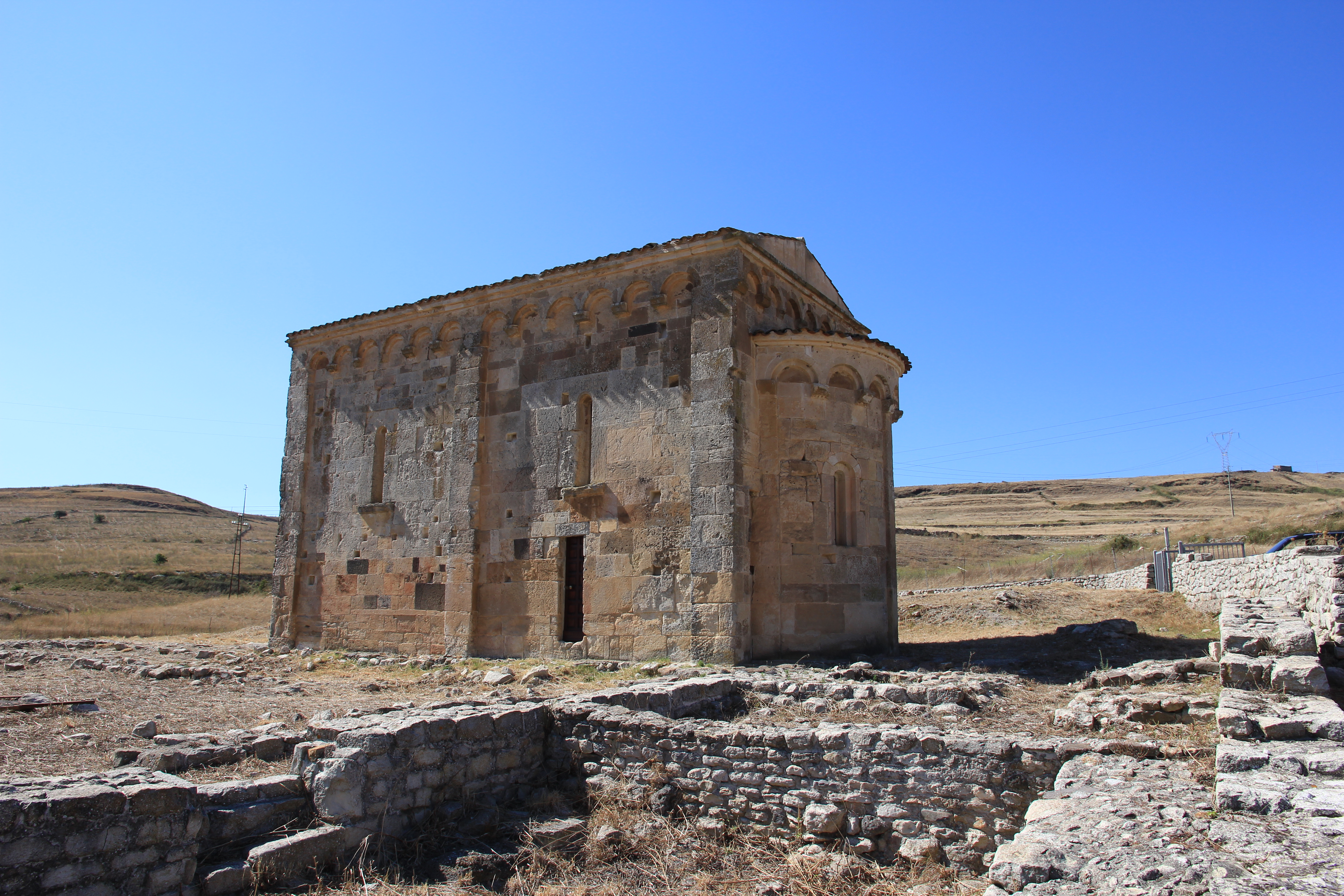
La chiesa e i resti del convento

La chiesa, di dimensioni molto ridotte (6 m. x 12 m.), è tuttavia di ottima fattura. L'edificio è generato dalla giustapposizione di due cubi, voltati a crociera e un'abside voltata a semicatino. 
Secondo Raffaello Delogu lo schema costruttivo è basato sulla duplicazione di una campata lombarda come già avvenuto nella capella palatina di Santa Maria del Regno ad Ardara
La facciata è delimitata da due paraste d'angolo; al centro si apre il portale architravato con arco di scarico e lunetta.
Sui prospetti laterali, divisi in due da una lesena da cui si dipartono sei archetti a tutto sesto sostenuti da mensole, si aprono due monofore molto allungate, una per specchio. Altre due monofore sono aperte nell'abside in posizione radiale.
Lo Scano segnalò la somiglianza delle monofore con quelle del Sant'Alessandro Maggiore e della chiesa di Santa Maria Corteorlandini a Lucca.
All'interno sulle pareti e sulle volte vi sono degli affreschi databili al XIII secolo.

## Ipotesi superate
Alberto Boscolo aveva erroneamente supposto che la chiesa fosse stata edificata nel X secolo e che in particolare richiamasse la chiesa di San Giovanni Battista in Trullo, eretta a Costantinopoli fra il 919 e il 944 e caratterizzata dalla foggia della cupola e da quella dell'abside (il vocabolo trulla veniva usato per indicare la cupola e, per sineddoche, la chiesa cupolata). 
Inoltre aveva anche interpretato, come prova della preesistenza di un cenobio monastico legato alla regola della Chiesa orientale, il riferimento, presente nell'atto di donazione, ad una proroga di un diritto di utilizzo di alcune strutture a dei donnos heremitas che erano li presenti (ci vi sunt como in su eremu et hibi habent essere a vestara).
Durante le campagne di scavo degli anni 2000, sono state riportate alla luce le rovine del monastero camaldolese annesso alla chiesa. Nello stesso contesto si è esclusa del tutto la preesistenza di un edificio greco-bizantino, antecedente l'attuale chiesa romanica, e del quale si è tanto fantasticato